# Richard Brinsley Sheridan

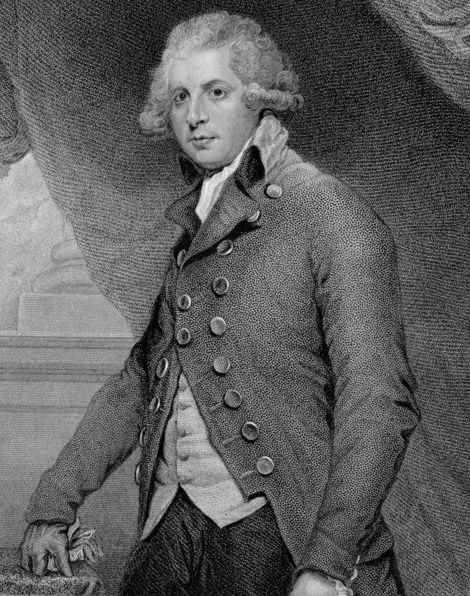
Richard Brinsley Sheridan

Richard Brinsley Sheridan (Dublin, 30 de outubro de 1751 - Londres, 7 de julho de 1816) foi um dramaturgo irlandês e político.